# Albertinum (Dresden)

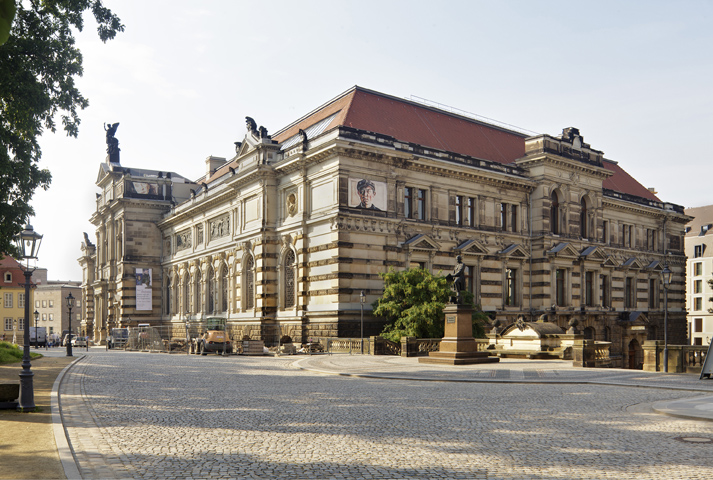
Albertinum

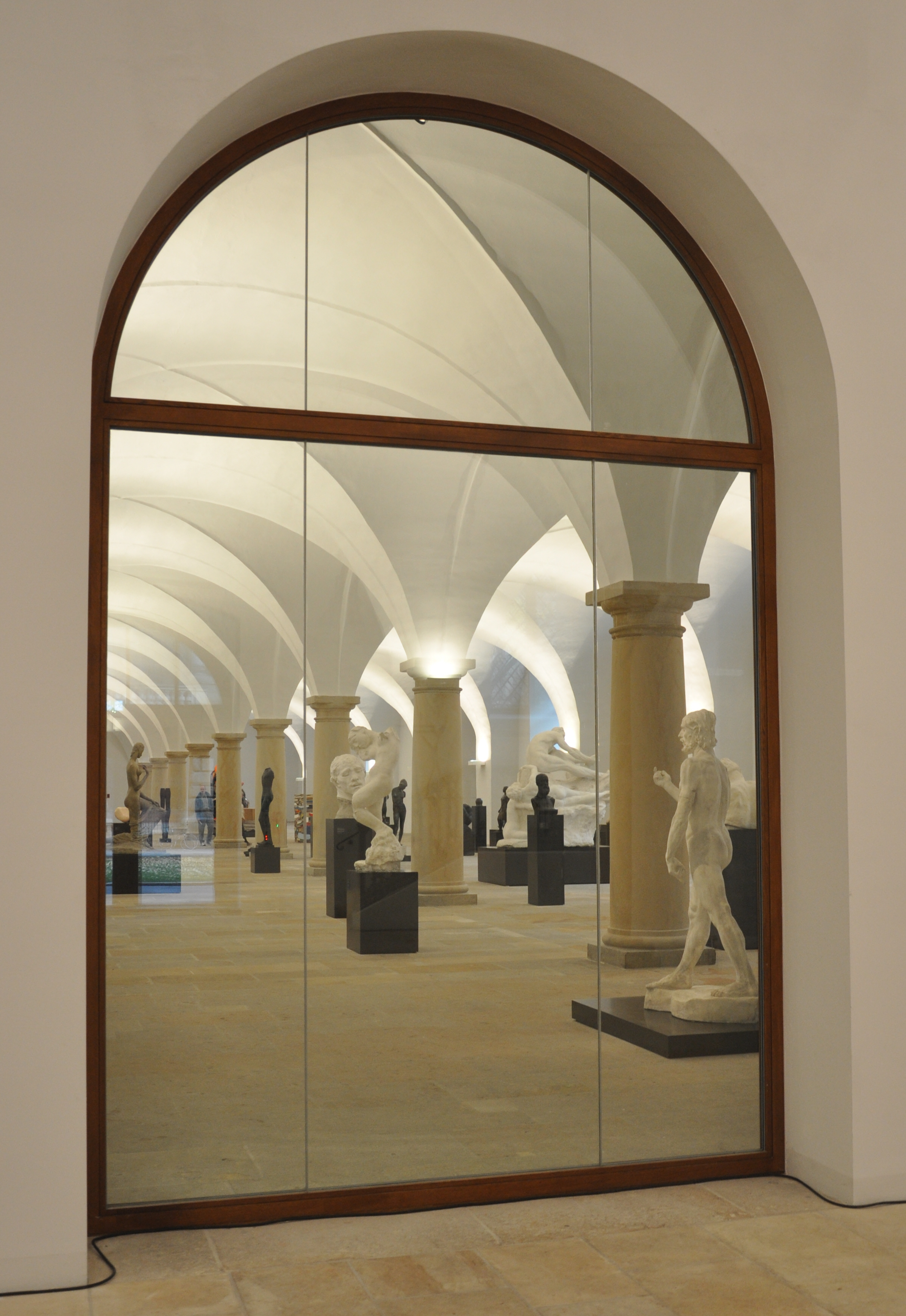
De Skulpturenhalle

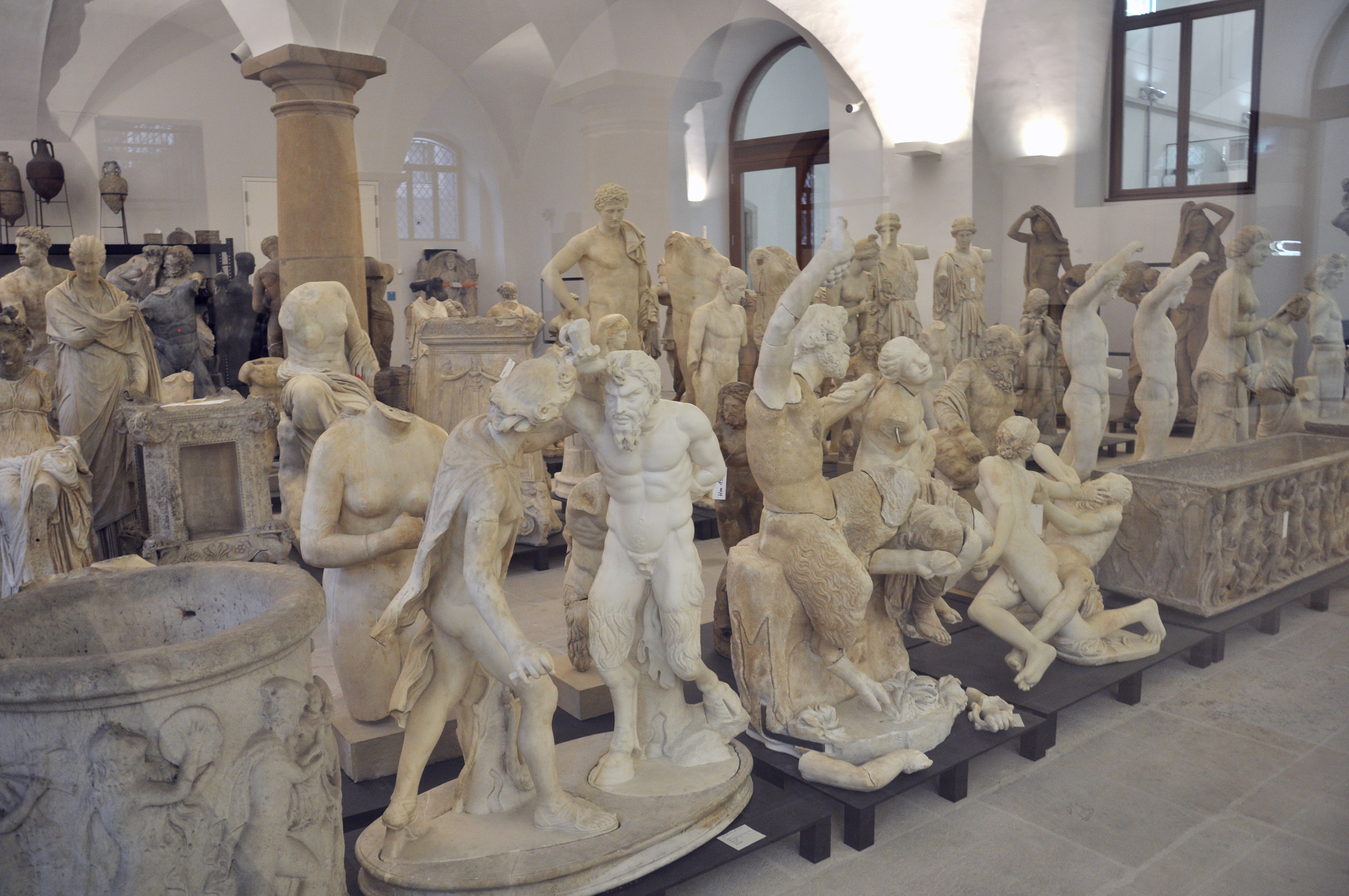
Het Schaudepot

Het Albertinum is een museum voor moderne kunst aan de Brühlsche Terrasse in de Saksische hoofdstad Dresden. Het Albertinum maakt deel uit van de Staatliche Kunstsammlungen Dresden.

## Geschiedenis
Het Albertinum diende oorspronkelijk als Dresdner Zeughaus, het wapenarsenaal van de stad Dresden. Het gebouw werd aan het eind van de negentiende eeuw door Carl Adolph Canzler omgebouwd tot museum. De naam Albertinum is ontleend aan koning Albert van Saksen, die regeerde van 1873 tot 1902. In het museum was een unieke beeldencollectie samengebracht, die de volledige geschiedenis van de beeldhouwkunst toonde.
In 1945 werd het Albertinum zwaar beschadigd bij het Bombardement op Dresden. Vanaf 1959 werden in het gebouwencomplex, door het heersende gebrek aan museumruimte in Dresden, vele delen van de Staatliche Kunstsammlungen in het Albertinum ondergebracht. Onder andere de Porzellansammlung, het Kupferstichkabinett Dresden, het Grünes Gewölbe en het Münzkabinett vonden er een onderdak. In 1965 volgde nog de Gëmaldegalerie Neue Meister. In 2004 keerden het Münzkabinett en het Grünes Gewölbe terug naar het gerestaureerde Residenzschloss Dresden.

## Het nieuwe Albertinum
Van 2006 tot 2010 was het Albertinum gesloten en vond een grondige verbouwing naar een ontwerp van Architectenbureau Staab uit Berlijn plaats. Het nieuwe Albertinum biedt sinds juni 2010 plaats aan twee musea met kunst uit de negentiende en de twintigste eeuw:
- Skulpturenhalle met moderne en hedendaagse beeldhouwkunst
- Galerie Neue Meister met moderne en hedendaagse schilderkunst

De collectie antieke beeldhouwkunst zal te zijner tijd een plaats vinden in de Sempergalerij van het Zwinger.

### Skulpturenhalle
Het overzicht van de beeldencollectie start met het werk van Auguste Rodin. Alle periodes van de klassiek-moderne beeldhouwkunst en de kunst na 1945 komen aan bod, onder andere Kniende (1911) van Wilhelm Lehmbruck. Ook de DDR-periode wordt getoond met werken van onder anderen Werner Stötzer, Hermann Glöckner (Untere Faltungszone vom Mast, 1975), Wieland Förster en Helmut Heinze. De tijdelijk opgeslagen collectie antieke beelden is voor het publiek zichtbaar gemaakt in het Schaudepot.

### Galerie Neue Meister
Werken van de romantiek tot de huidige tijd met onder anderen: Caspar David Friedrich (Zwei Männer in Betrachtung des Mondes - 1819/20), Édouard Manet, Claude Monet, Edgar Degas, Paul Gauguin (Parau Api - 1892), Gustave Courbet, Max Liebermann, Max Slevogt, Franz von Stuck, Wilhelm Trübner, Gustav Klimt, Otto Dix, Ernst Ludwig Kirchner (Eisenbahnüberführung Löbtauer Straße in Dresden), Karl Schmidt-Rottluff, Otto Mueller, Robert Sterl, Bernhard Kretschmar, Carl Lohse, A.R. Penck, Georg Baselitz (The Bridge Ghost's Supper - 2006), Sigmar Polke en Gerhard Richter.

## Fotogalerij

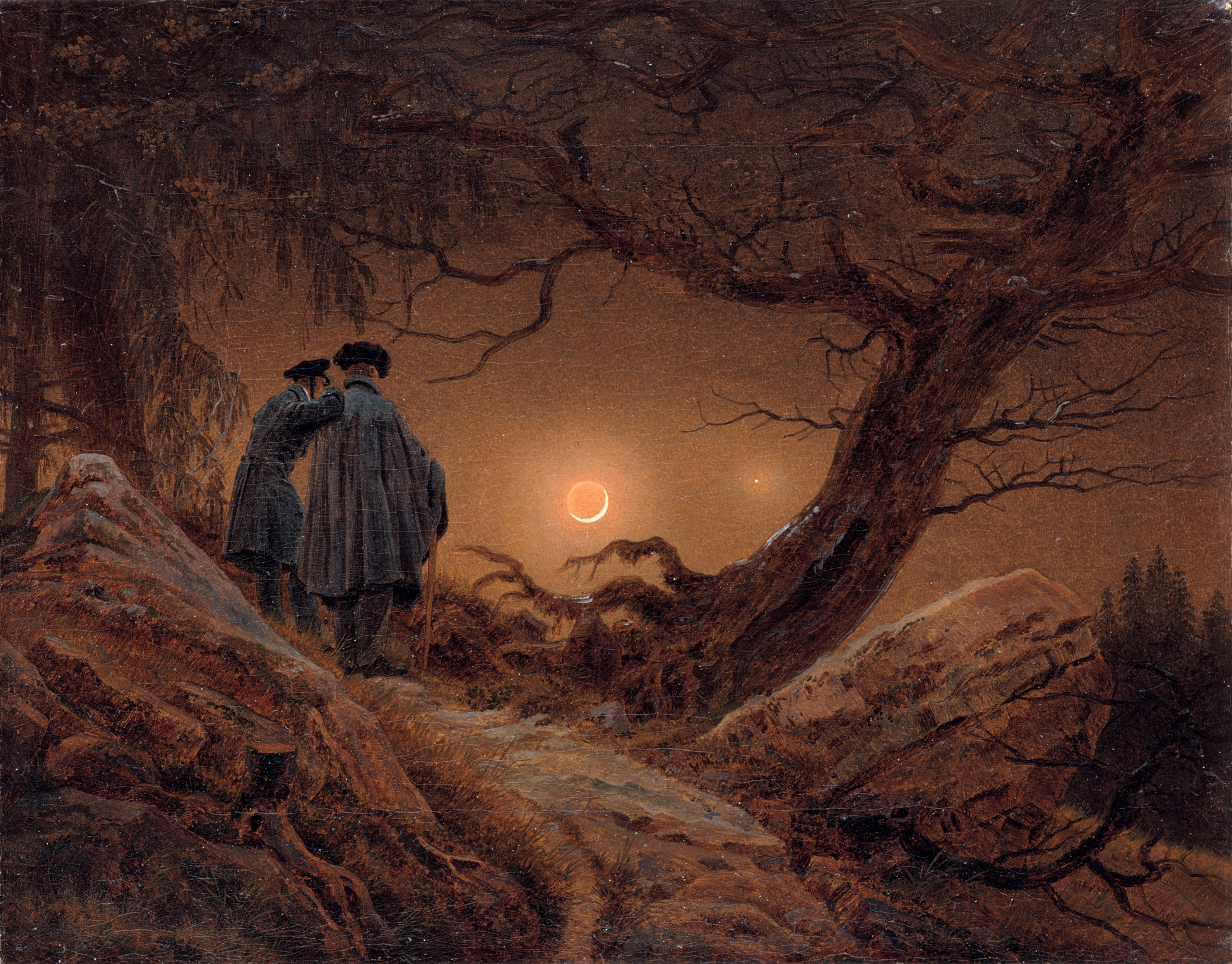
Friedrich: Zwei Männer in Betrachtung des Mondes (1819/20)
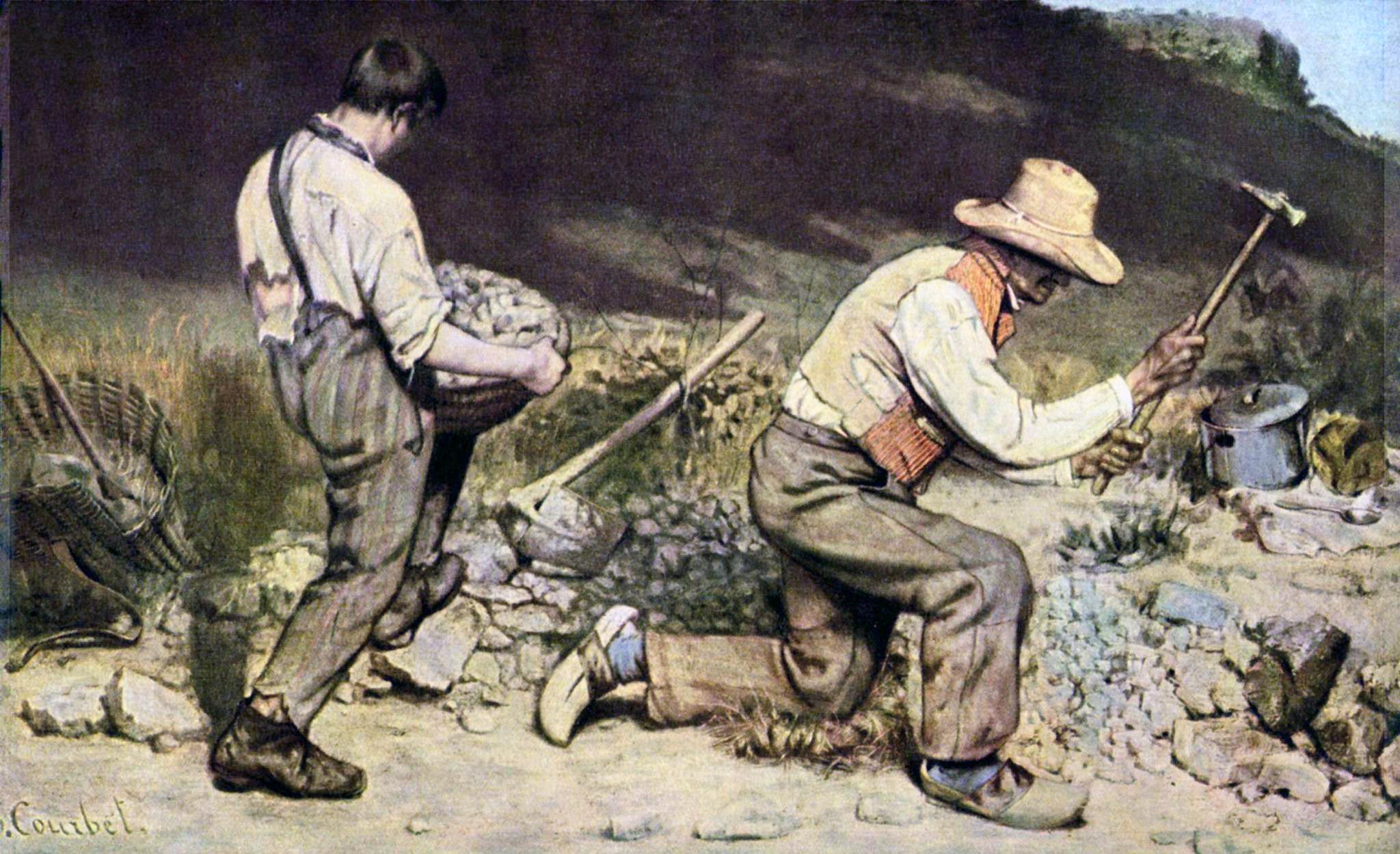
Courbet: Les casseurs de pierres (1849; in 1945 verwoest)
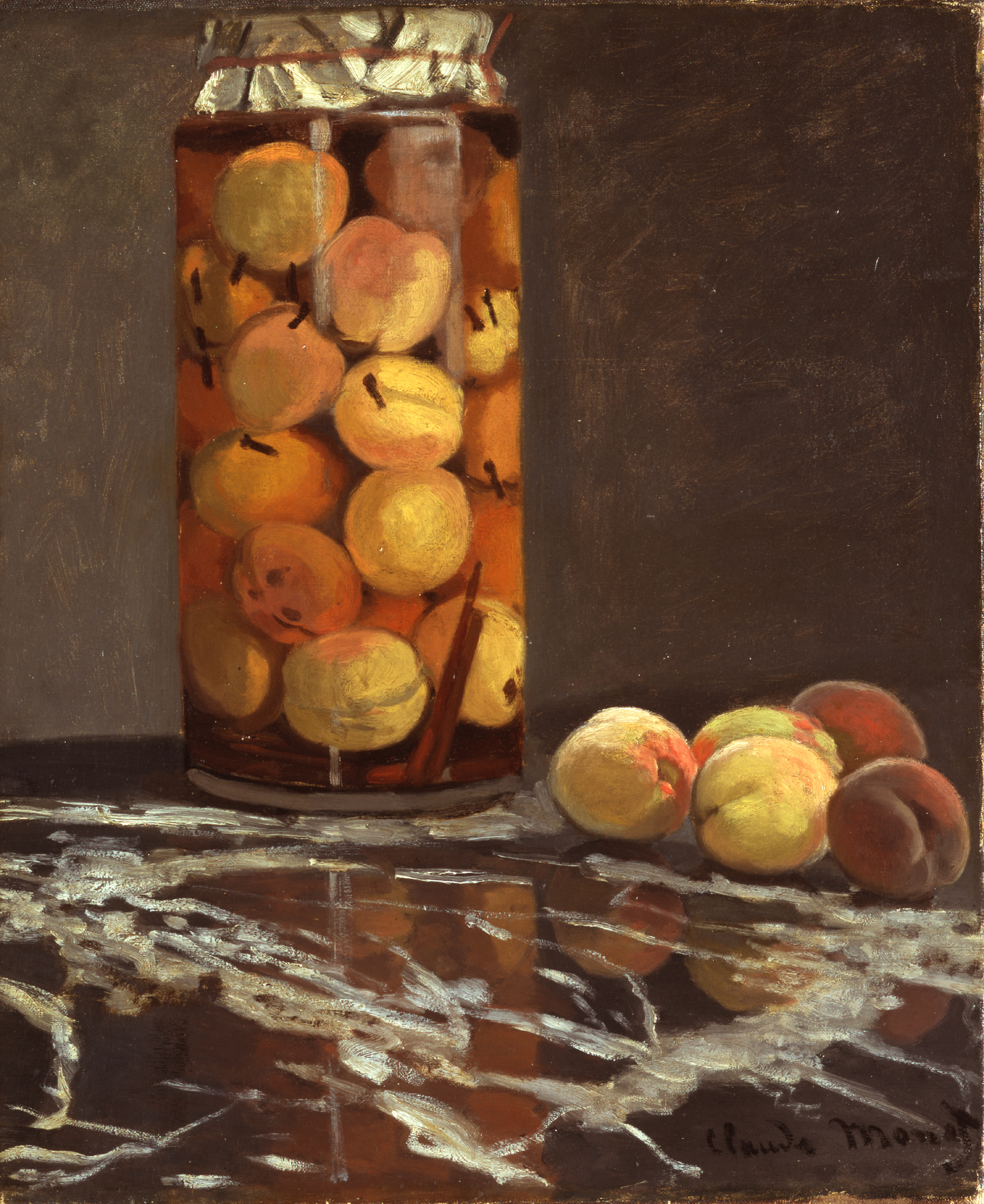
Monet: Le bocal de pêches (ca. 1866)
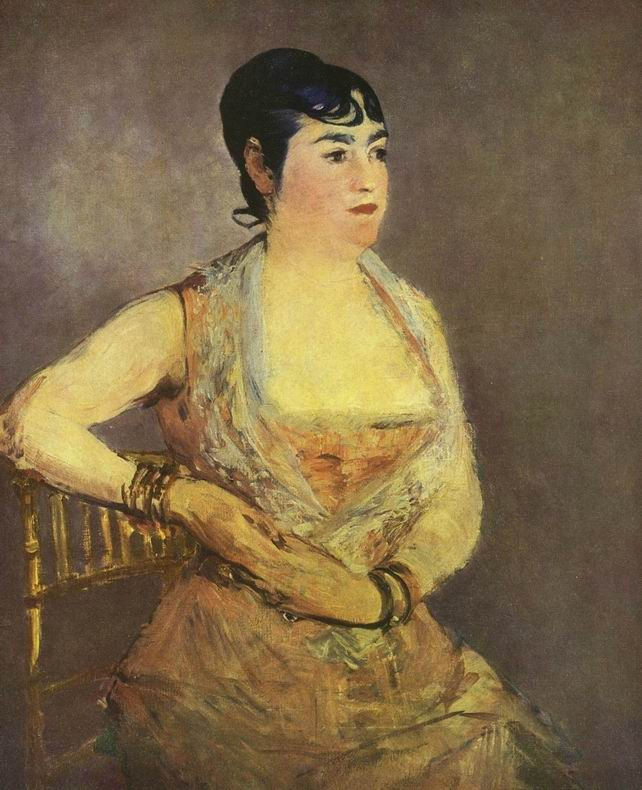
Manet: La dame en rose, Mme. Martin (1879)
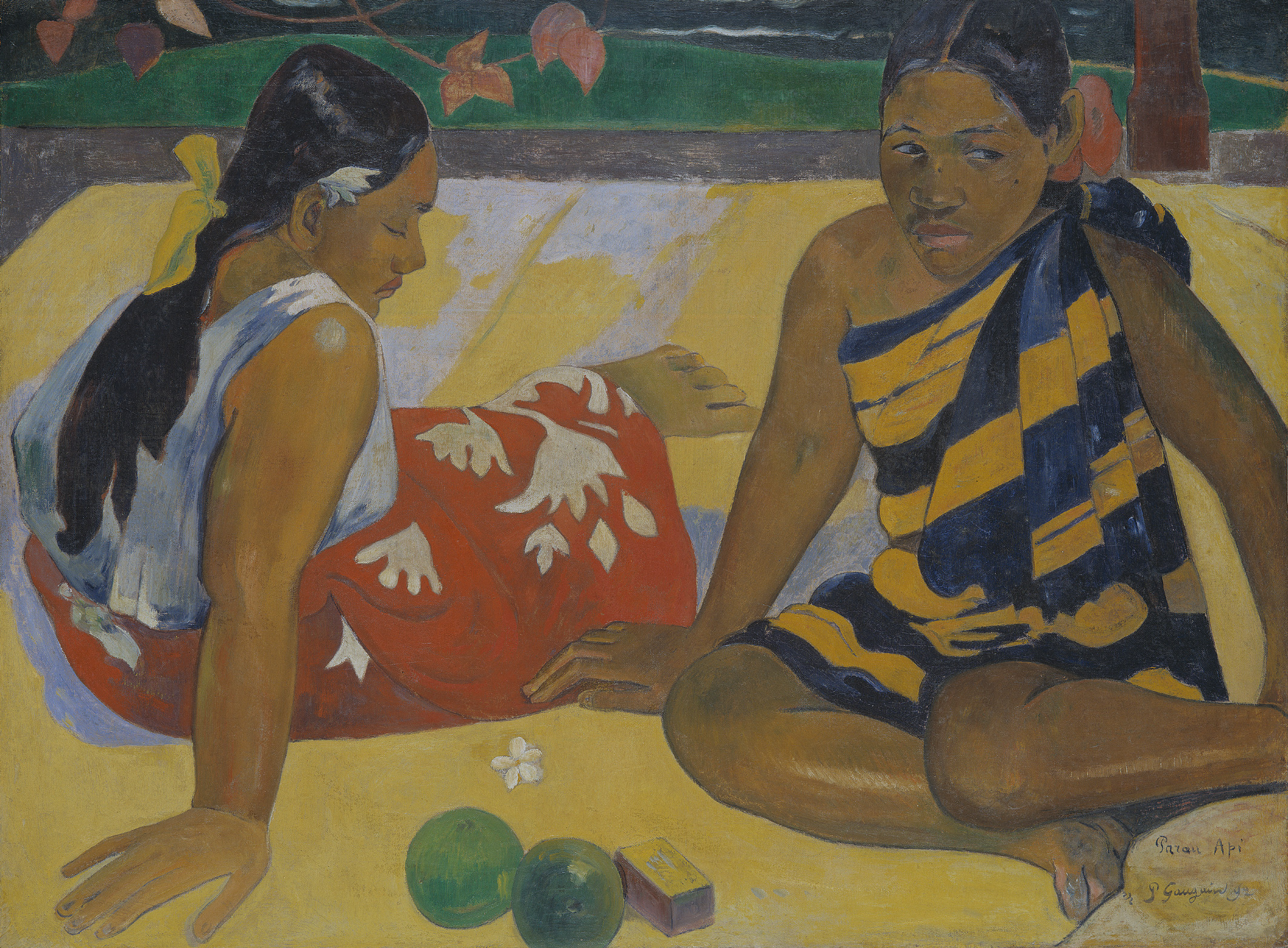
Gauguin: Parau Api (1892)
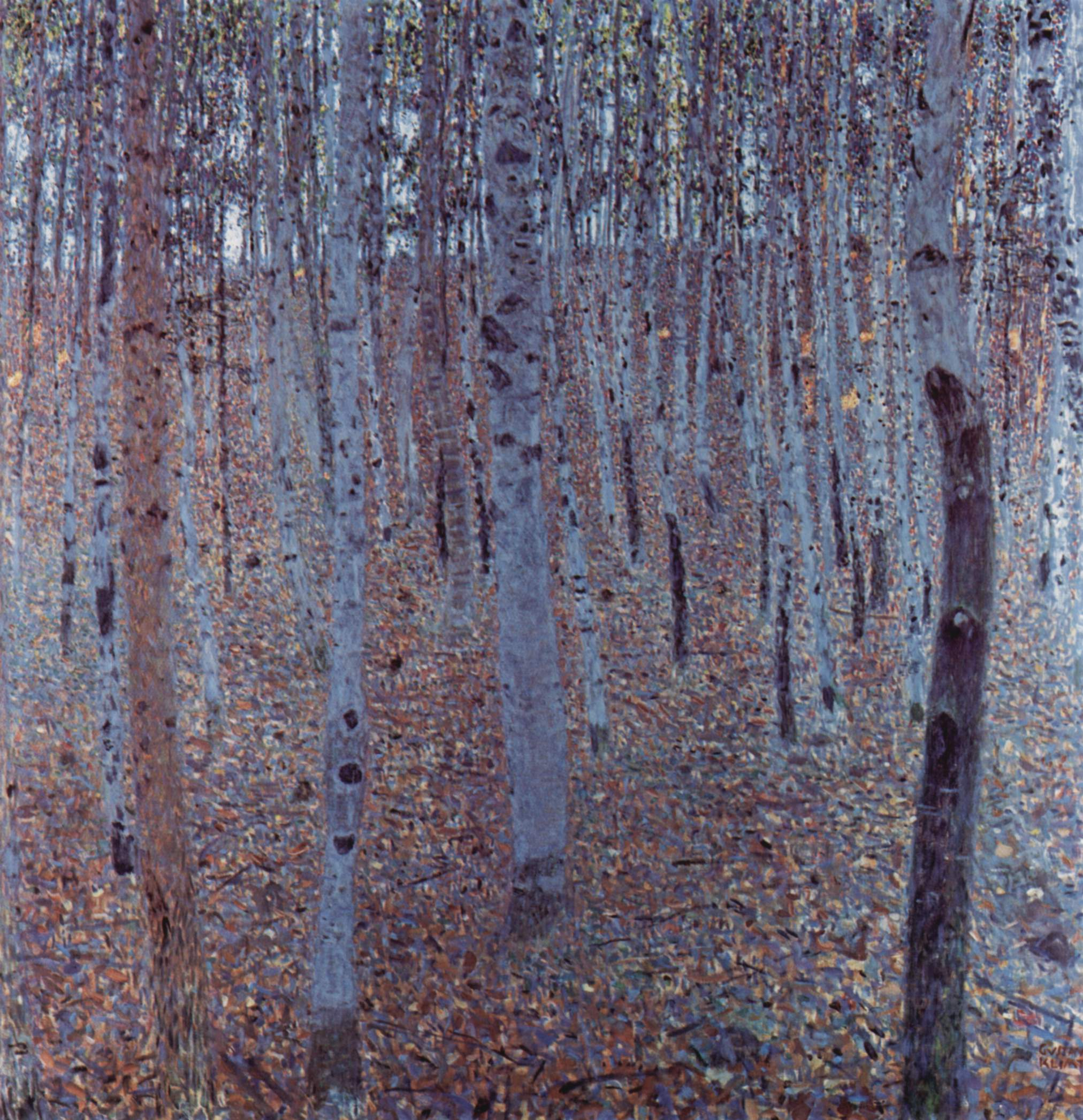
Klimt: Buchenhain (1902)
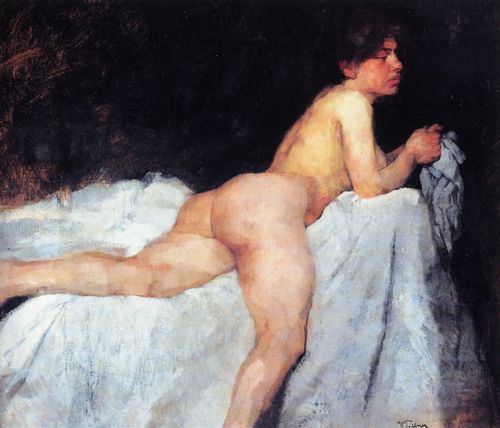
Trübner: Liegender weiblicher Akt (1872/73)
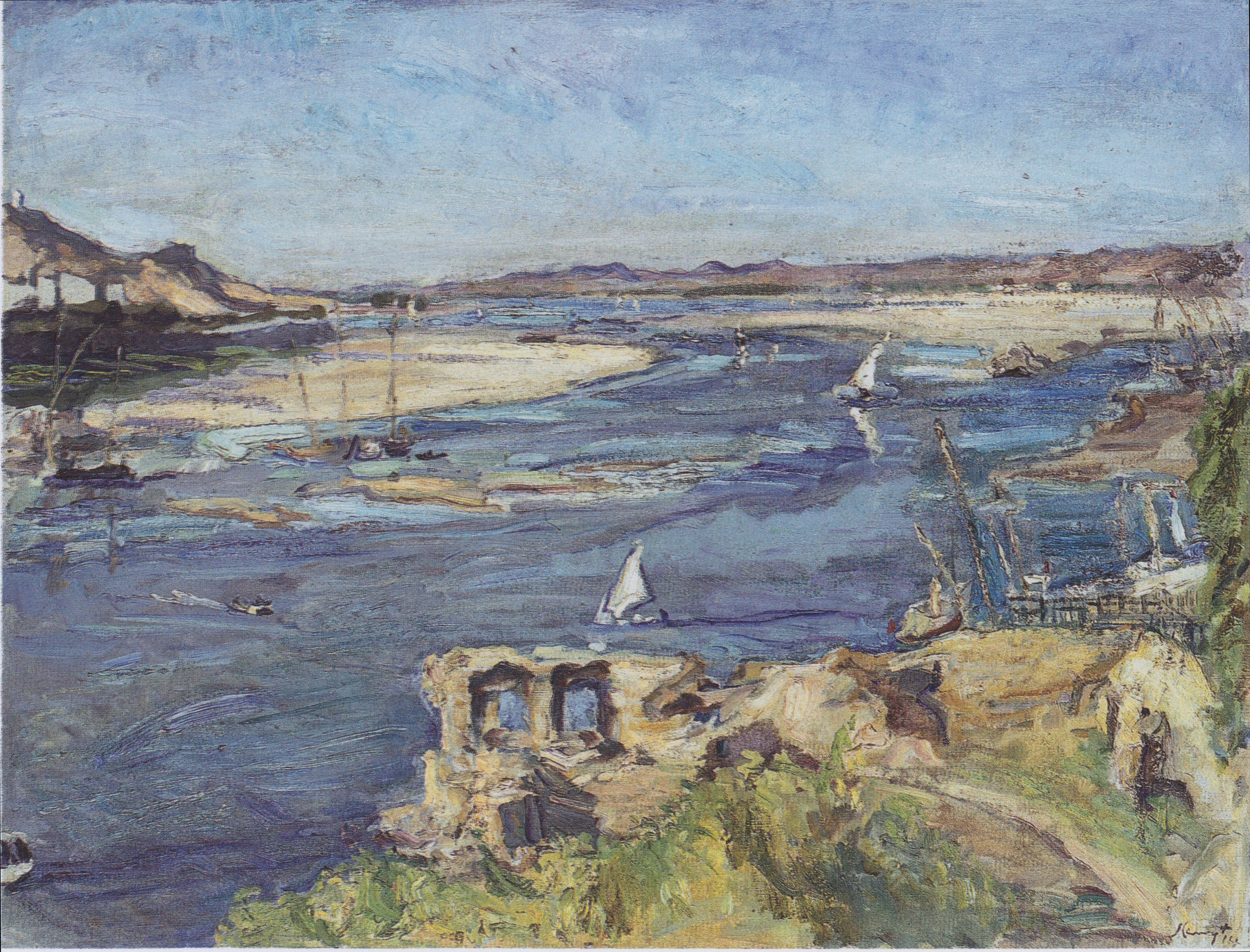
Slevogt: Der Nil bei Assuan (1914)
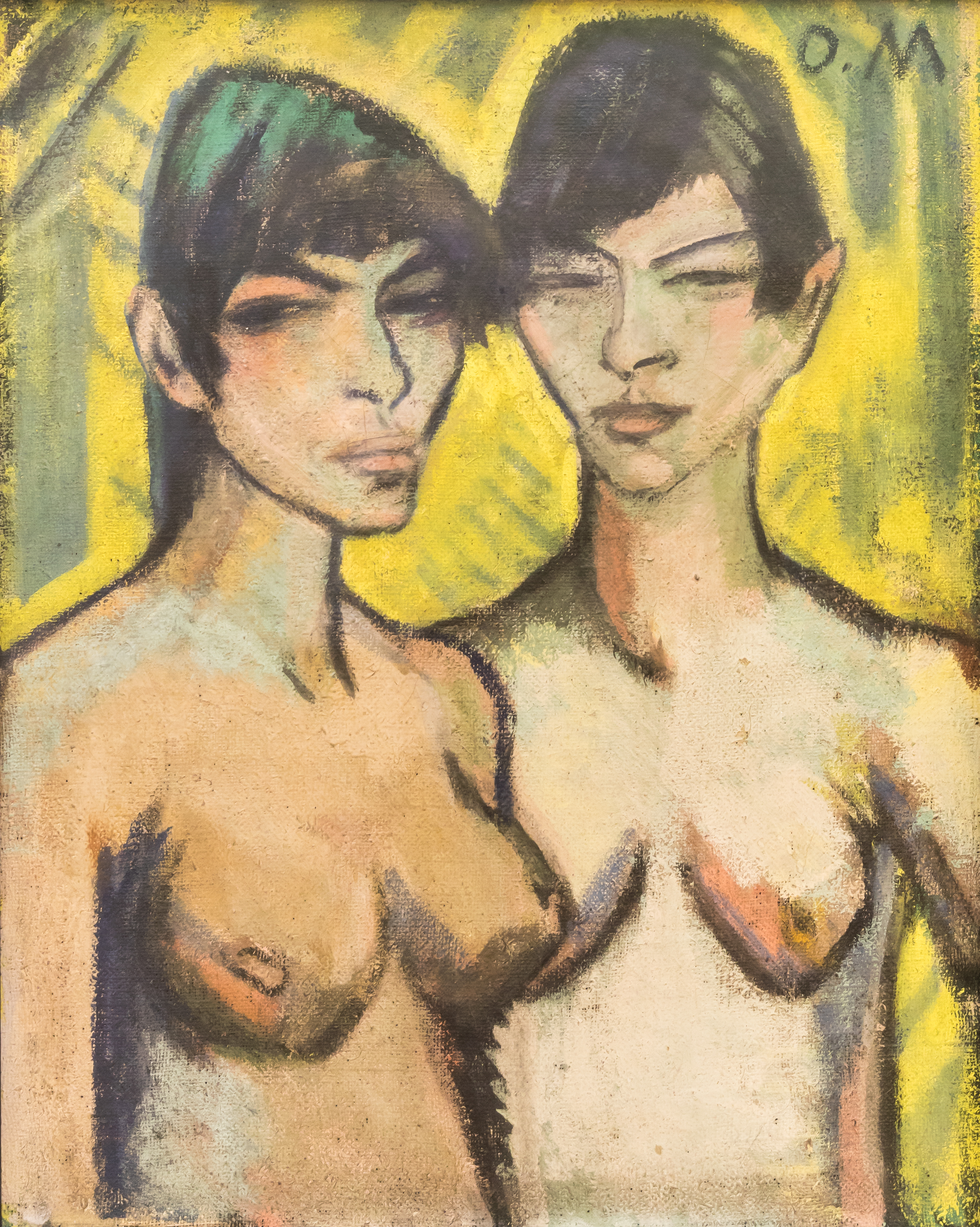
Mueller: Zwei Halbakte (ca. 1920)
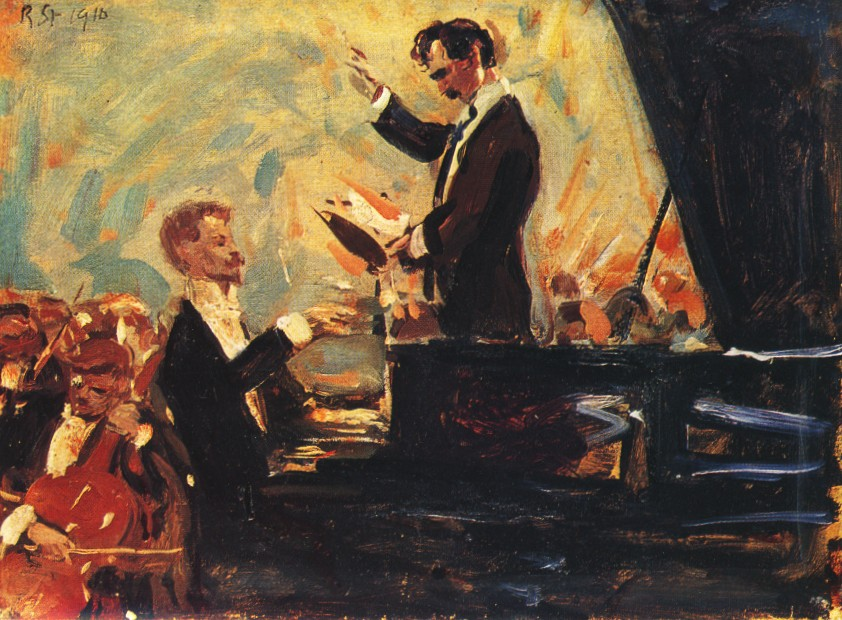
Sterl: Klavierkonzert (1910) met Alexander Skrjabin (links)